# Gephyrota pudica
Gephyrota pudica är en spindelart som först beskrevs av Simon 1906.  Gephyrota pudica ingår i släktet Gephyrota och familjen snabblöparspindlar. Inga underarter finns listade i Catalogue of Life.